# Anton Bing
Anton Jacob Bing (8. april 1849 i København – 31. maj 1926 sammesteds) var en dansk landøkonom og politiker. Han var søn af fabrikejer Jacob Herman Bing og bror til Harald Bing.
Bing blev student 1866 fra Det von Westenske Institut, lærte landvæsen, blev landbrugskandidat 1871, var 1873-77 forpagter  og derefter til 1890 ejer af Mullerupgård ved Slagelse. Med sit hurtige og klare hoved, sin omfattende agronomiske viden og levende interesse for landbruget kom Bing til at spille en betydelig rolle i egnens landøkonomiske foreningsliv, og det varede ikke længe efter, at han havde solgt gården og var flyttet ind til København, før han kaldtes tilbage til sin gamle egn som konsulent for Sorø Amts landøkonomiske Selskab.
1893-98 virkede han i denne stilling, i hvilken han udgav et skrift om kvægavlens udvikling i Sorø Amt. Januar 1901 indtrådte han i redaktionen af Ugeskrift for Landmænd, og efter redaktør Erhard Frederiksens død 1903 ledede han som eneredaktør bladet. Bing, der var en formfuld og fin skribent, har forstået at hævde bladets position som vort ledende landøkonomiske Ugeblad. I Rigsdagssamlingen 1901-03 repræsenterede Bing Sorø Amts 3. Valgkreds i Folketinget. 1911 valgtes Bing til formand for Foreningen af landøkonomiske Tidsskrifter.